# Richard Patrick
Richard Patrick (Needham, 10 maggio 1968) è un cantante e chitarrista statunitense.
È il frontman dei Filter, e precedentemente alla fondazione della band, è stato membro ufficiale dei Nine Inch Nails nonché della prima line up live. Inoltre è stato il frontman di due supergruppi come gli Army Of Anyone (band comprendente i fratelli DeLeo degli Stone Temple Pilots e Ray Luzier dei Korn) ed i The Damning Well ( band comprendente nelle proprie file Wes Borland dei Limp Bizkit, Danny Lohner dei Nine Inch Nails e Josh Freese degli A Perfect Circle).
È il fratello minore dell'attore Robert Patrick  (noto ai più nel ruolo del T1000  nel film Terminator 2 nonché nel ruolo dell'agente speciale John Doggett nella serie tv cult X-Files).

## Nine Inch Nails
Dopo aver conosciuto Trent Reznor in un negozio di musica di Cleveland, Patrick entra a far parte della live band dei Nine Inch Nails, in cui suonerà dal 1989 al 1993. Ha anche collaborato in studio di registrazione nella traccia "Sanctified", del disco Pretty Hate Machine. Patrick è anche apparso nei video di Down In It, Head Like A Hole, Wish e Gave Up. Ha deciso di lasciare la band durante le registrazioni di The Downward Spiral, nel 1993.

## Filter
Dopo la sua separazione dai Nine Inch Nails, Richard Patrick ha dato vita ai Filter, insieme a Brian Liesegang, che lascerà la band dopo la registrazione del primo album Short Bus, del 1995. Quattro anni dopo, nel 1999, Richard Patrick pubblicò il secondo album dei Filter, Title of Record, con la collaborazione del chitarrista Geno Lenardo. Il terzo album dei Filter, The Amalgamut, venne pubblicato nel 2002, ma Richard Patrick dovette annullare la maggior parte delle date del tour a causa dei suoi problemi di alcolismo. Dopo cinque anni di pausa, nel 2008, i Filter pubblicano un nuovo album, dal titolo Anthems for the Damned. Alla realizzazione del disco hanno contribuito importanti musicisti, come Josh Freese (A Perfect Circle, Nine Inch Nails), Wes Borland (Limp Bizkit, Black Light Burns) e John 5 (Marilyn Manson, Rob Zombie).

## Army of Anyone
Nel 2005, Richard Patrick ha fondato gli Army of Anyone, supergruppo comprendente i fratelli De Leo (Stone Temple Pilots,Talk Show ) e Ray Luzier (già nella band di David Lee Roth,attualmente batterista ufficiale dei Korn). Il primo, omonimo, album degli Army of Anyone venne pubblicato nel 2006. La band è ufficialmente "in pausa".